# Chabanière
Chabanière is een gemeente in het Franse departement Rhône in de regio Auvergne-Rhône-Alpes. De gemeente maakt deel uit van het arrondissement Lyon en telde op 1 januari 2022 4.274 inwoners.

## Geschiedenis
De commune nouvelle is op 1 januari 2017 ontstaan door de fusie van de gemeenten Saint-Sorlin, Saint-Maurice-sur-Dargoire en Saint-Didier-sous-Riverie.

## Geografie
De oppervlakte van Chabanière bedroeg op 1 januari 2022 34,87 vierkante kilometer; de bevolkingsdichtheid was toen 122,6 inwoners per km².
De onderstaande kaart toont de ligging van Chabanière met de belangrijkste infrastructuur en aangrenzende gemeenten.